# Mikstejp
Mikstejp je format glasbene izdaje, ki se jo distribuira na različne načine. Na ta način napisano besedo v slovenskem jeziku je prvič uporabil Goran Kompoš v članku revije Mladina avgusta 2016, ki je nosil naslov Fenomen mikstejp. Pojem se piše tudi kot »mixtape«.
Beseda mixtape izvira iz 80. let in takrat je v glavnem opisovala doma narejeno kompilacijo glasbe na kasetni trak, zgoščenko ali digitalni seznam predvajanja. Pesmi so bili bodisi urejene po vrsti bodisi združene v kontinuiran program, s prehajanjem ene pesmi v drugo ali pa z nenadnim koncem. Esejist Geoffrey O'Brien je opisal mikstejp po tej definiciji kot »najbrž najbolj pogosto prakticirana umetniška oblika v ZDA.«
V kulturi hip-hop in sodobne R&B glasbe pa mikstejp pogosto opisuje samoproduciran ali neodvisno izdan album, ki ga izvajalec izda brezplačno z namenom širjenja priljubljenosti ali pa, da se izogne kršitvi avtorskih pravic. Kljub temu pa je bilo v 2010. letih več glasbenih izdaj, ki so se prodajale na trgu, opredeljenih kot mikstejpi; v tem kontekstu je pojem primerljiv s pojmoma studijski album in EP.